# 格拉瓦勒
格拉瓦勒（法語：Graval，法語發音：[ɡʁaval]）是法国滨海塞纳省的一个市镇，属于迪耶普区。

## 地理
格拉瓦勒（49°43'39"N, 1°32'29"E）面积3.95 平方千米，位于法国诺曼底大区滨海塞纳省，该省份为法国北部沿海省份，其西部及北部濒大西洋英吉利海峡，东起顺时针与索姆省、瓦兹省、厄尔省和卡爾瓦多斯省接壤。
与格拉瓦勒接壤的市镇（或旧市镇、城区）包括：内勒-奥当。

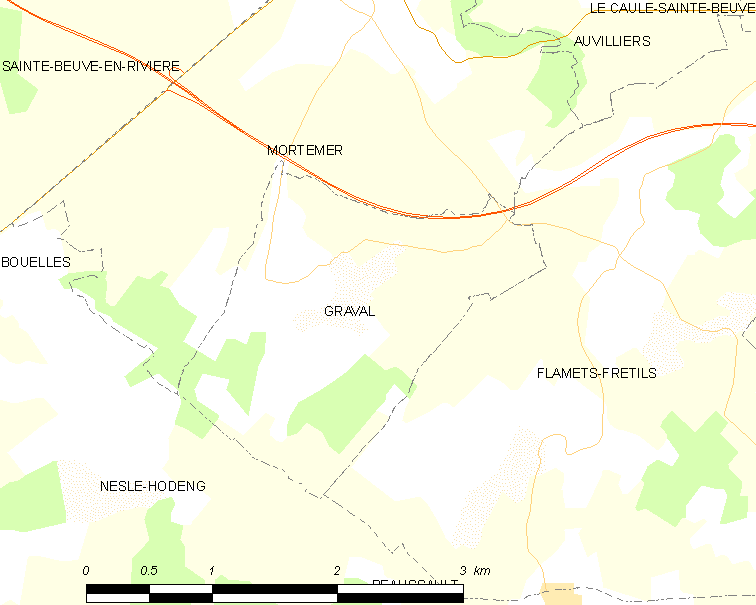
格拉瓦勒的OSM定位图

格拉瓦勒的时区为UTC+01:00、UTC+02:00（夏令时）。

## 行政
格拉瓦勒的邮政编码为76270，INSEE市镇编码为76323。

## 政治
格拉瓦勒所属的省级选区为布赖地区讷沙泰勒县。

## 人口

1962-2008年间格拉瓦勒人口变化图示

格拉瓦勒于2022年1月1日时的人口数量为156人。